# Virginia Linares
María Virginia Linares (nacida en Bahía Blanca, Argentina, 23 de marzo de 1962) es una política argentina perteneciente al Partido GEN. Es bioquímica y entre 2007 y 2015 se desempeñó como diputada nacional por la Provincia de Buenos Aires. Ocupó los cargos de Secretaria de Salud y Acción Social de la Municipalidad de Bahía Blanca (1991-1999) y Presidenta del Concejo Deliberante (1999-2003). Además fue concejala de Bahía Blanca hasta el 2007 y como integrante de la Unión Cívica Radical en sus inicios, Secretaria General de la Juventud Radical.
Como diputada se involucró en el tratamiento de la situación de los jóvenes y de la mujer. Junto a la diputada Victoria Donda propuso la declaración de estado de emergencia nacional en materia de violencia de género, ha defendido la despenalización del aborto y se ha manifestado a favor de prohibir el consumo de la prostitución como modo de combatir la Trata de personas. En cuanto a la temática de los jóvenes ha propuesto entre otros proyectos, la Ley de Fomento del Primer Empleo, la Ley de Primer Vivienda para jóvenes y la Ley de Boleto Estudiantil, aunque ha calificado de «hipocresía» tratar el voto optativo de jóvenes de dieciséis y diecisiete cuando hay otros derechos de los jóvenes «vulnerados». Defendió los intereses del campo y los derechos de las minorías sexuales, apoyando tanto el matrimonio Igualitario como la Ley de identidad de género.

## Biografía
Linares nació en Bahía Blanca el 23 de marzo de 1962. Se graduó de Bioquímica en la Universidad Nacional del Sur, en donde incursionó en la política universitaria militando en la agrupación Franja Morada. Formó parte del Consejo Departamental de Bioquímica, Biología y Oceanografía, del Consejo Superior de la universidad y de la Asamblea Universitaria. Fue además Presidenta del Centro de Estudiantes de estas materias y también, secretaria de la Organización de la Federación Universitaria del Sur. Linares inició su carrera política en la Unión Cívica Radical y fue Secretaria General de la Juventud Radical.

## Trayectoria
Cuando su hermano, Jaime Linares, ocupó el cargo de intendente, fue Secretaria de Salud y Acción Social de la Municipalidad entre 1991 y 1999 y Presidenta del Consejo Delibertante hasta el 2003.  Entre 2005 y 2007 ocupó una banca en el Consejo Deliberante, desde donde apoyó la idea de crear un Parque Agroalimentario en General Daniel Cerri y el reinicio de las negociaciones para el Corredor Bioceánico Bahía Blanca-Talcahuano.

### Diputada Nacional
En 2007 se la mencionó como posible precandidata a intendente y Linares dijo «Creo que nuestra prioridad desde la UCR es ir trabajando, como lo venimos haciendo, en buscar alternativas al gobierno del peronismo [...] Hay que tratar de hacer un esfuerzo para mantenernos, al menos, dentro del mismo partido, aunque, a veces, hay situaciones en las que cada grupo debe evaluar hasta dónde es más importante permanecer que irse, pero es un tema que supera mi posición». Ese mismo año abandonó la Unión Cívica Radical y logró una banca como Diputada Nacional por la Provincia de Buenos Aires al ocupar el tercer lugar en la lista de la Coalición Cívica, que llevaba a Margarita Stolbizer como candidata a la gobernación y a Elisa Carrió como candidata a Presidenta. Inició su mandato en pleno conflicto agropecuario sobre el aumento de las retenciones a las exportaciones de soja y girasol. En su campaña Linares se manifestó en contra de las mismas y expresó «Si me eligen, voy a ser la voz del campo en el Congreso [...] No pretendo ser una diputada invisible». En 2011 ocupó el quinto puesto en la lista del Frente Amplio Progresista, coalición que integra su partido actual, el GEN, y llevó a su líder Margarita Stolbizer como candidata una vez más a la gobernación. Finalmente, lograron entrar los primeros cinco candidatos de la lista y Linares pudo renovar su banca.
Durante su mandato, la diputada apoyó la despenalización del aborto, del cual manifestó «Esta es una realidad que hoy tenemos en Argentina y que tiene que resolver. Ocurre que puede haber cierto temor de enfrentarse con sectores de poder muy fuertes, como los religiosos» y calificó a la mortalidad materna por esta práctica como «una cuestión pendiente» del país. También apoyó la ley de Ley de Matrimonio Igualitario, cuyo tratamiento dijo hacerle sentir la obligación a «ayudar a quienes tienen esta elección y también a aquellos que no los entienden» y explicó que cuando se comenzó a tratar muchas cosas «las desconocía» y le «hacían ruido». También expresó «[los senadores y diputados están] para trabajar dejando de lado las opiniones personales y en cambio representar a todas las religiones, todos los cultos, las mayorías y las minorías. [...] Caminamos a una reforma social y cultural donde vamos a aceptar las diferencias, en todo su sentido». Finalmente dijo que la sesión en la cual se aprobó la ley fue «una de las mejores sesiones» de las que participó. Además formó parte de los numerosos diputados que impulsaron la Ley de identidad de género en 2012. Sobre la ley manifestó: «el reconocimiento a la identidad de género es, ni más ni menos, una cuestión de justicia social [y] la aprobación de este proyecto contribuirá a mejorar la calidad de vida de esta población que actualmente [...] ve sistemáticamente vulnerados sus derechos humanos».
Linares se ha involucrado activamente en el tratamiento de leyes sobre la violencia de género. En 2012 propuso junto a la diputada Victoria Donda un proyecto para declarar al tema emergencia nacional y expresó: «Necesitamos abordar el problema desde la contención y la aplicación de un programa concreto. No podemos permitir que sigan matando más mujeres». En 2010 fue una de las firmantes de una propuesta para prohibir el consumo de la prostitución como un modo de combatir la trata de mujeres. En septiembre de 2012, reclamó modificaciones a la Ley de trata de personas y sostuvo «Es importante destacar que se necesitan políticas públicas para la prevención de la trata orientadas a la asistencia y protección a las víctimas de este delito garantizándoles sus derechos humanos fundamentales».
La diputada también se involucró en el tratamiento de leyes sobre la situación de los jóvenes y propuso numerosos proyectos, entre ellos la Ley de fomento del primer empleo, la Ley de primer vivienda para jóvenes y la Ley de boleto estudiantil. En cuanto al tratamiento del voto optativo para jóvenes de dieciséis y diecisiete años dijo: «El voto a partir de los 16 años debería considerarse en forma simultánea con el cumplimiento del resto de los derechos hoy vulnerados», refiriéndose a que los jóvenes «ni estudian ni trabajan». Concluyó que «hablar de ampliación de derechos mientras se sigue negando esta situación de total desprotección es una hipocresía».[cita requerida] A principios de 2013, Linares mostró su descontento de que más allá del voto joven no se hubiese dado el tratamiento necesario a la situación de los jóvenes y que tampoco se hubiese tratado su pedido de emergencia nacional en cuanto a la violencia de género. Expresó: «este fue un Congreso sin agenda social [...] los temas que no han formado parte de la agenda parlamentaria fueron los de sensibilidad social. Sin dudas, es una agenda que tiene que ver con los derechos de los jóvenes y de las mujeres».
En 2012, presentó un proyecto para modificar la situación de las zonas francas, afectadas por las restricciones a las importaciones. El proyecto tuvo como objetivo jerarquizar las zonas franjas y flexibilizar su situación comercial para que los productos producidos en esas zonas puedan ingresar de manera regulada y con un riguroso control al mercado interno. Ese mismo año se manifestó preocupada por la «falta de medicamentos e insumos hospitalarios» y le pidió información oficial al Poder Ejecutivo para ver si «se debe a las restricciones a las importaciones o si se debe a situaciones normales de comercialización».
En diciembre de 2015, a seis meses de la marcha Ni una menos, presentó un proyecto de ley para quitar la patria potestad a los padres feminicidas. Se incorpora al Código Civil que los padres condenados quedan privados de su responsabilidad y la custodia del menor se priorizará para los familiares de la víctima. [cita requerida]Linares dijo que habría cosas por resolver, pero el objetivo era instalar qué hacer con «las víctimas colaterales de la violencia de género» en la agenda parlamentaria.
Durante su mandato, integró las comisiones de Familia, Mujer, Niñez y Adolescencia; Educación; Acción Social y Salud Pública; Intereses Marítimos, Fluviales, Pesqueros y Portuarios; Tercera Edad; Previsión y Seguridad Social; Ciencia y Tecnología; y Libertad de Expresión y Transporte.

### Posiciones políticas
Como diputada criticó duramente tanto al gobierno nacional de Cristina Fernández de Kirchner como al gobierno provincial de Daniel Scioli: «La Presidenta sigue desconociendo e ignorando el tema de la inflación y no hay plan de acción para revertirla [...] a veces creo que no vivo en el mismo país que la Presidenta de la Nación». Al opinar sobre el tratamiento de una ley de emergencia económica en Buenos Aires, pidió «más imaginación para generar recursos» y expresó sobre el gobierno provincial que «No hay gestión en la Provincia de Buenos Aires», al tiempo que calificó al mandatario provincial como «uno de los peores administradores de la Provincia».
En noviembre de 2012 formó parte de los diputados firmantes de un documento en contra de la reforma a la Constitución Nacional en busca de una segunda reelección del presidente de la nación.
 En materia audiovisual, Linares presentó también un proyecto «para regular el uso de la cadena nacional». Sostuvo «le pedimos al Poder Ejecutivo que establezca qué criterios se utilizan para su uso» y se quejó de que la cadena nacional se utilizó para «anuncios de empresas privadas [y para] chicanear a la oposición».
En septiembre de 2018 se produjo una división interna cuando se discutió si Libres del Sur debía o no integrar un frente opositor a Cambiemos junto a Cristina Fernández de Kirchner. En octubre de 2018, los sectores que se alejaron del partido formaron Somos. En las elecciones presidenciales de 2019 se presenta dentro del Frente de Todos.